# Linda Riedmann
Linda Riedmann (Karbach, 23 marzo 2003) è una ciclista su strada tedesca che corre per il Team Visma-Lease a Bike. Già campionessa europea Junior in linea nel 2021, è professionista dal 2022.

## Palmarès
- 2020 (Juniores)

Campionati tedeschi, Prova in linea Juniores
- 2021 (Juniores)

1ª tappa Tour du Gévaudan Languedoc-Roussillon Junior (Saint-Étienne-du-Valdonnez > Saint-Étienne-du-Valdonnez)
2ª tappa Tour du Gévaudan Languedoc-Roussillon Junior (Mende > Mende)
Classifica generale Tour du Gévaudan Languedoc-Roussillon Junior
Campionati tedeschi, Prova in linea Juniores
3ª tappa Watersley Ladies Challenge (Sittard-Geleen > Sittard-Geleen)
Campionati europei, Prova in linea Junior

### Altri successi
- 2022 (Team Jumbo-Visma)

Campionati europei, Staffetta Under-23
- 2024 (Team Visma-Lease a Bike)

Campionati tedeschi, Prova in salita

## Piazzamenti

### Grandi Giri
- Giro d'Italia

2023: 86ª
- Tour de France

2024: 72ª

### Competizioni mondiali
- Campionati mondiali

Fiandre 2021 - In linea Junior: 3ª
Glasgow 2023 - In linea Under-23: 8ª
Glasgow 2023 - In linea Elite: 44ª
Zurigo 2024 - In linea Elite: ritirata

### Competizioni continentali
- Campionati europei

Plouay 2020 - In linea Junior: 18ª
Trento 2021 - In linea Junior: vincitrice
Anadia 2022 - Cronometro Under-23: 9ª
Anadia 2022 - Staffetta Under-23: vincitrice
Anadia 2022 - In linea Under-23: 15ª
Drenthe 2023 - Cronometro Under-23: 24ª
Drenthe 2023 - In linea Under-23: 22ª